# 希腊战列舰列表

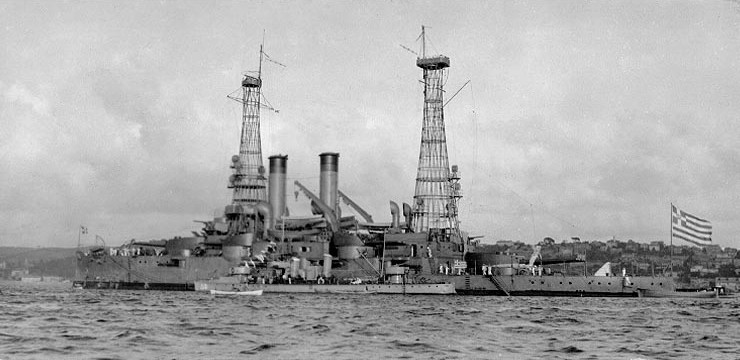
1919年停泊在君士坦丁堡的“利姆诺斯”号战列舰

希腊战列舰列表收录希腊海军所订购或服役的所有战列舰。
20世纪开始，希腊曾为了与死敌奥斯曼帝国相抗衡而向外国订购了一批战列舰。包括向德国订购的“萨拉米斯”号和向法国订购的一艘布列塔尼级战列舰“瓦西卢斯·康斯坦提努斯”号。但最终仅仅有从美国海军购买的两艘二手舰只最终得以在希腊海军麾下正式服役，这两舰分别被更名为“基尔基斯”号和“利姆诺斯”号。其余订单均因一战爆发的原因而未能完成。战争结束后，希腊方面也没有接收未完成的舰体。而硕果仅存的两艘美制前无畏舰也都在二战期间被德军炸沉，之后全数被拆解。

## 概况
| 建造者   | 舰只的建造者的名称以及建造时的所在地                 |
| 主武装   | 主炮数量和类型                                       |
| 装甲     | 装甲带的最大厚度                                     |
| 排水量   | 作战时舰只满载排水量                                 |
| 推进器   | 传动轴的数量，推进系统的类型、可提供的最高航速和功率 |
| 服役     | 舰只开建和结束建造的日期以及其最终结局               |
| 龙骨敷设 | 开始安放龙骨的日期                                   |
| 下水     | 舰只下水的日期                                       |
| 交付日期 | 舰只交付使用的日期                                   |
| 结局     | 舰只最终结局（例如沉没、拆解）                       |

在20世纪早期，为了对抗强大的传统对手奥斯曼帝国，希腊海军开始了一项扩张计划。此前希腊海军建造一系列铁甲主力舰，其中包括“奥尔加女王”号和“乔治国王”号，两舰均建于19世纪60年代末，而伊兹拉级建于19世纪80年代末到90年代初。1910年，奥斯曼帝国从英国订购了新型无畏舰“雷沙迪耶”号。作为回应，希腊下单从德国造船厂订造无畏舰“萨拉米斯”号。在此之后，奥斯曼帝国又收购前巴西海军旗下的“里约热内卢”号，并将其命名为“苏丹奥斯曼一世”号。作为回应，1914年希腊在法国订购了第二艘战列舰“瓦西卢斯·康斯坦提努斯”号。该舰的设计与法国布列塔尼级战列舰相类似。然而由于奥斯曼帝国在战列舰的建造工程方面遥遥领先，希腊海军又于1914年7月购买了两艘二手的美国前无畏舰——“密西西比”号和“爱达荷”号作为权宜之计。两舰分别被更名为“基尔基斯”号和“利姆诺斯”号。
然而，随着1914年8月第一次世界大战的爆发，希腊海军的造舰计划被迫中断。“瓦西卢斯·康斯坦提努斯”号和“萨拉米斯”号分别在1914年8月和12月停工。因此，“基尔基斯”号和“利姆诺斯”号是仅有交付给希腊的两艘战列舰。
希腊在第一次世界大战最开始的三年保持中立。然而1916年10月，法国占领了希腊并解除了其仅有两艘战列舰的武装。在一战的其余时间里，两舰一直没有参与任何行动。战后，两舰都参加了1919年到1922年的希土战争。直到1930年代早期，两舰才都被降格。“利姆诺斯”号成为了一艘军营船，而“基尔基斯”号则被改成了一艘训练船。在1941年4月德国入侵希腊期间，这两艘战列舰在萨拉米斯被德军Ju-87斯图卡俯冲轰炸机击沉。二战结束后，两舰全都被废弃拆毁。

## “萨拉米斯”号

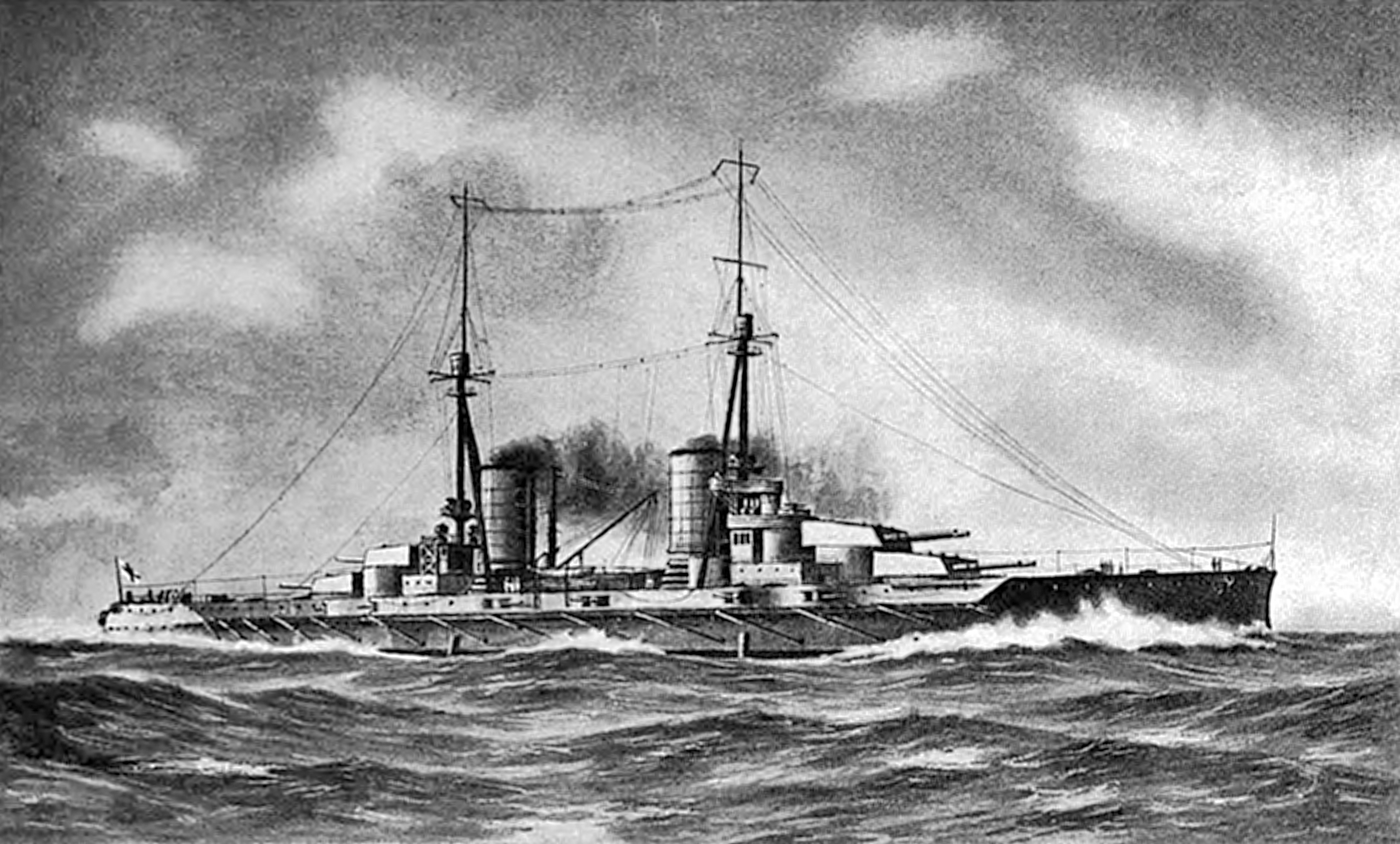
“萨拉米斯”号的插图

从1911年开始，希腊的传统海军对手奥斯曼帝国就开始着手对其海军舰队进行现代化建设。这一年，奥斯曼帝国订购了无畏舰“雷沙迪耶”号。奥斯曼帝国海军力量的扩张威胁到了希腊对爱琴海的控制。为了对抗奥斯曼帝国的无畏舰，希腊决定从德国造船厂订购自己的无畏舰“萨拉米斯”号。由于当时的德国火炮生产资源有限，该舰的主炮由美国制造商承包。因巴尔干战争结束后获得的大量赔款，希腊方面要求德国制造商大幅修改了设计方案，使得本舰原本的排水量从13500吨暴增到19500吨。最终，“萨拉米斯”号在1913年7月23日铺设龙骨，1914年11月11日完成了舰体的建造并下水。然而，第一次世界大战在1914年8月爆发，工程被迫于1914年12月31日中断。在美国订购的舰炮被制造商伯利恒钢铁公司转卖给了英国皇家海军，用于武装阿伯克龙比级浅水重炮舰。战争结束后，希腊海军拒绝接收未完成的船体。在希腊海军和德国造船厂进行了长时间的仲裁之后，该舰最终于1932年被废弃。
| 舰名                      | 建造者         | 主武装               | 装甲               | 排水量                   | 推进器                                                                  | 服役          | 服役           | 服役 | 服役                                   |
| 舰名                      | 建造者         | 主武装               | 装甲               | 排水量                   | 推进器                                                                  | 龙骨敷设      | 下水           | 交付 | 结局                                   |
| ------------------------- | -------------- | -------------------- | ------------------ | ------------------------ | ----------------------------------------------------------------------- | ------------- | -------------- | ---- | -------------------------------------- |
| “萨拉米斯”号  | 德国伏尔铿船厂 | 8门14英寸（356）舰炮 | 9.875英寸（250.8） | 19,500長噸（19,800公噸） | 3轴，18台亚罗蒸汽锅炉驱动3台AEG蒸汽轮机，23節（43每小時；26英里每小時） | 1913年7月23日 | 1914年11月11日 | —    | 工程于1914年12月31日停止，于1932年解散 |

## “瓦西卢斯·康斯坦提努斯”号
1913年12月，奥斯曼帝国订购了第二艘无畏舰——“苏丹奥斯曼一世”号。这是一艘原本由巴西海军订购，名为“里约热内卢”号的建造中军舰。作为回应，希腊海军也下单订造了属于自己的第二艘无畏舰。这艘新战列舰将被命名为“瓦西卢斯·康斯坦提努斯”号，并将按照与法国布列塔尼级战列舰相同的设计方案进行建造。本舰的建造工程始于1914年6月，但由于8月战争爆发而中止。战争结束后，希腊海军拒绝接收未完工的舰体，由此导致了一场合同纠纷。这场纠纷于1925年得到解决，未建成的舰体就此被拆解。
| 舰名                                   | 建造者             | 主武装                 | 装甲          | 排水量                   | 推进器                                         | 服役          | 服役 | 服役                              |
| 舰名                                   | 建造者             | 主武装                 | 装甲          | 排水量                   | 推进器                                         | 龙骨敷设      | 交付 | 结局                              |
| -------------------------------------- | ------------------ | ---------------------- | ------------- | ------------------------ | ---------------------------------------------- | ------------- | ---- | --------------------------------- |
| “瓦西卢斯·康斯坦提努斯”号  | 法國卢瓦尔河造船厂 | 10门34（13.4英寸）舰炮 | 11英寸（280） | 25,000長噸（25,000公噸） | 4轴，4台汽轮机，20節（37每小時；23英里每小時） | 1914年6月12日 | —    | 工程于1914年8月中止，1925年被解体 |

## 基尔基斯级

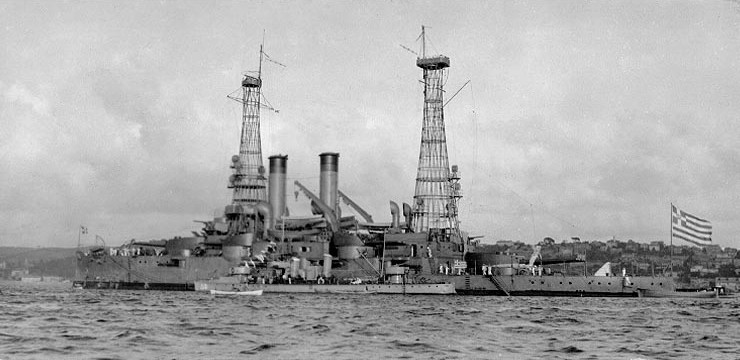
希腊海军旗下的“利姆诺斯”号

“基尔基斯”号和“利姆诺斯”号原是美国海军在1904年至1908年间建造的战列舰，建成时分别名为“密西西比”号和“爱达荷”号。两舰一直在美国舰队中服役，直到1914年6月被希腊海军收购。此时的希腊需要对抗奥斯曼帝国的海军扩张，而他们新订购的无畏舰尚在海外建造中。这两艘战列舰于一战爆发前的1914年7月抵达希腊。由于希腊在战争的头三年保持中立，两舰几乎没有执行过军事任务。1916年10月，法国占领了希腊，并解除了“基尔基斯”号和“利姆诺斯”号的武装。战争结束后，两舰被重新投入使用。1919年到1922年期间，这两艘军舰都在希土战争中参战。“利姆诺斯”号也曾参加了协约国武装干涉俄国内战的活动。
直到20世纪30年代早期，这两艘战列舰仍然在希腊海军中服役。此时的“基尔基斯”号是舰队的旗舰。1932年，“利姆诺斯”号被解除武装，改成军营船，“基尔基斯”号则成为训练船。1940年，“基尔基斯”号被改为萨拉米斯海军基地的浮动炮台。在1941年4月德国入侵希腊期间，德军Ju 87斯图卡俯冲轰炸机轰炸了萨拉米斯港口。当时停泊在港内的“基尔基斯”号被炸沉，而“利姆诺斯”号则被炸搁浅。战争结束后，两舰都被拆解。
| 舰名                      | 建造者               | 主武装            | 装甲         | 排水量                   | 推进器                                           | 服役          | 服役              | 服役                          |
| 舰名                      | 建造者               | 主武装            | 装甲         | 排水量                   | 推进器                                           | 龙骨敷设      | 交付 （希腊海军） | 结局                          |
| ------------------------- | -------------------- | ----------------- | ------------ | ------------------------ | ------------------------------------------------ | ------------- | ----------------- | ----------------------------- |
| “基尔基斯”号  | 美国克雷普父子造船厂 | 4门12英寸口径舰炮 | 9英寸（230） | 14,465長噸（14,697公噸） | 两轴，三胀式引擎，17節（31每小時；20英里每小時） | 1904年5月12日 | 1914年7月22日     | 1941年4月23日被德国轰炸机击沉 |
| “利姆诺斯”号  | 美国克雷普父子造船厂 | 4门12英寸口径舰炮 | 9英寸（230） | 14,465長噸（14,697公噸） | 两轴，三胀式引擎，17節（31每小時；20英里每小時） | 1904年5月12日 | 1914年7月22日     | 1941年4月23日被德国轰炸机击沉 |

## 脚注

### 引文
1. ↑  戴耀先 1987，第471頁
2. 1 2 3  刑天宁 2012，第15頁
3. ↑  Gröner，第ix頁
4. 1 2  Gardiner，第387頁
5. ↑  张恩东 (2018)，第292頁.
6. ↑  张恩东 (2018)，第291頁.
7. ↑  布鲁斯·泰勒 2021，第220頁
8. ↑  章骞，第130頁
9. 1 2 3  日本海人社 & 世界近代战列舰史，第221頁
10. 1 2  吴良健 2016，第246頁
11. ↑  Topliss & "Brazilian Dreadnoughts"，第284, 286頁
12. 1 2 3 4 5 6 7  王义山 2008，第164頁
13. 1 2 3 4 5 6 7 8 9 10 11 12 13 14 15 16 17 18 19 20 21  Gardiner & Gray，第384頁
14. 1 2 3 4 5 6 7 8 9  Gardiner，第144頁
15. 1 2 3 4  Gardiner & Gray，第383頁
16. 1 2 3  刑天宁 2012，第15-16頁
17. 1 2  Gardiner & Chesneau，第404頁
18. 1 2  Lautenschläger，第65頁
19. 1 2  Hore，第89頁
20. 1 2  Halpern，第324頁
21. 1 2  Sondhaus，第220頁
22. 1 2 3 4 5  刑天宁 2012，第16頁
23. ↑  Gardiner & Gray，第43頁
24. 1 2 3  Hough，第75頁
25. 1 2  Mach，第384頁
26. 1 2 3 4  Gardiner & Gray，第198頁
27. ↑  布鲁斯·泰勒 2021，第224頁.
28. 1 2 3 4  Gardiner & Gray，第383-384頁
29. 1 2  Cressman
30. ↑  Lautenschläger，第64頁
31. ↑  Campbell，第144頁

## 期刊来源
- 王义山. . 舰船知识. 2008. ISBN 9771000714082 请检查|isbn=值 (帮助). ISSN 1000-7148 （中文（中国大陆））.
- 刑天宁. . 战舰 = BATTLESHIPS. 2012-03, (19). ISBN 9771671640017 请检查|isbn=值 (帮助). ISSN 1671-1645 （中文（中国大陆））.
- Topliss, David. . Warship International. 1988, 25 (10): 240–289. OCLC 1647131 （英语）.